# Gnumyia brevirostris
Gnumyia brevirostris är en tvåvingeart som beskrevs av Mario Bezzi 1921. Gnumyia brevirostris ingår i släktet Gnumyia och familjen svävflugor. Inga underarter finns listade i Catalogue of Life.